# Louis Vinckenbosch
Louis Joseph Henri Vinckenbosch (Tienen, 4 februari 1828 - aldaar, 27 oktober 1891) was een Belgisch advocaat, ondernemer en politicus voor de Liberale Partij. Hij was burgemeester van de stad Tienen.

## Levensloop
Vinckenbosch studeerde rechten aan de Universiteit van Luik. Hij werd in 1872 voor het kanton Tienen verkozen tot provincieraadslid van Brabant. In 1885 werd hij voorzitter van de provincieraad. In 1890 werd hij na het overlijden van Jacques Delporte benoemd tot burgemeester van Tienen.
Vinckenbosch was bedrijfsleider van de Société en nom collectif Vinckenbosch et Cie, de voorloper van de Tiense Suikerraffinaderij. Hij was officier in de Leopoldsorde.